# Colt Diamondback
El Colt Diamondback es un revólver fabricado por la Colt's Manufacturing Company de Hartford, Connecticut, que dispara los cartuchos .22 Long Rifle, .22 Winchester Magnum Rimfire y .38 Special.

## Descripción
En 1966, la Colt lanzó al mercado el Diamondback de doble acción como un modelo de lujo. Cuenta con un martillo tipo Target con amplio resalte cuadrillado, banda ventilada, alza y punto de mira ajustables y un resalte debajo de toda la longitud del cañón. Es un revólver de 6 tiros con un tambor basculante y estaba disponible con acabado pavonado o niquelado. Visualmente, el Diamondback se parece a una versión de menor tamaño del Colt Python. Su producción cesó en 1988.
Debido al poco retroceso de los cartuchos calibre 5,5 mm (.22), la versión de 5,5 mm del Diamondback puede ser utilizado como un arma de entrenamiento para los tiradores novatos. También ha ganado popularidad entre los entusiastas de las armas debido al bajo precio de los cartuchos calibre 5,5 mm, así como por su escaso número al haber cesado su producción.
Además, el Diamondback fue publicitado para las agencias policiales que no permiten el uso del cartucho .357 Magnum.

## Usuarios notables
Saddam Hussein tenía varios revólveres Colt Diamondback en su colección de armas.

## Números de serie del Colt Diamondback
1966 - D1001

1967 - D2600

1968 - D14400

1969 - D26500

1970 - D38450

1971 - D45551

1972 - D51400

1973 - D55401

1974 - D59801

1975 - D60251

1976 - D72251-D99999

1976 - N01001-N01800

1977 - N01801-N15674

1978 - R11642

1979 - S65863